# Бумага
Бума́га (предположительно от итал. bombagia от лат. bombacium — «хлопок», первоисточником же считаются иранские языки) — волокнистый материал с минеральными добавками. Представлен в виде листов для письма, рисования, печати, упаковки и прочего, получаемый из целлюлозы: растений, а также вторсырья (тряпья и макулатуры).
Начиная с 1803 года в производстве бумаги используются бумагоделательные машины.

## История
Технология изготовления бумагоподобных материалов, таких как папирус, береста, пергамент и других, были известны человечеству задолго до появления первого описания производства «классической бумаги».

### В Азии
До Цай Луня в Китае делали бумагоподобный материал из бамбука, из пеньки, а ещё раньше — из шёлка, который изготавливали из бракованных коконов шелкопряда.
Однако бамбук был тяжёл, а шёлк — дорог. Бумага из таких волокон легко намокала и была непрочной. Цай Луня назначили министром-советником и поручили придумать более дешёвый и технологичный способ изготовления. Поиски привели его к осам. Тонкий, но прочный материал, из которого были сделаны гнёзда ос (см. Осы бумажные), больше всего подходил для того, что он искал. Материалом для строительства гнёзд служили омертвелая древесина и растительные волокна, которые осы собирают отовсюду — например, с брёвен, заборов и деревянных стройматериалов. Это насыщенное целлюлозой сырьё насекомые тщательно пережёвывают и смачивают клейкой, богатой белками слюной. Слюна ос, помимо смачивания, придаёт волокну водоотталкивающие свойства (белковая проклейка коллагеном (также, возможно, воском (пыльца)) или крахмалом (переваренная листва), или их смесью в слюне осы). Затем размягчённая волокнистая масса, высыхая, превращается в светлую, твёрдую и достаточно прочную бумагу. Цай Лунь растолок волокна и, проведя сотни опытов, пришёл к выводу, что нечто подобное можно сделать из коры тутового дерева, конопляного лыка, изорванных рыболовных сетей и ветхих тканей, волокна шелковицы, древесной золы. Всё это он смешал с водой и выложил получившуюся массу на форму (деревянная рама и сито из бамбука). После сушки на солнце он разгладил эту массу с помощью камней. В результате получились прочные листы бумаги.
«Классическая» бумага с проклейкой в массе создана Цай Лунем в 105 году н. э.
После изобретения Цай Луня процесс производства бумаги стал быстро совершенствоваться. Для повышения прочности стали добавлять крахмал, клей, естественные красители и т. д.
В начале VII века способ изготовления бумаги стал известен в Корее и Японии. В VII—VIII веках производство бумаги уже процветало в Средней Азии, Корее, Японии и других странах Азии. Особенно славилась самаркандская бумага.

### В Европе
В XI—XII веках бумага появилась в Европе, где постепенно вытеснила пергамент. На Руси пергаментные книги изготовлялись наряду с бумажными до XV века включительно. Первый уцелевший русский документ, написанный на бумаге, датируется 1341 годом (грамота Семёна Гордого).
В XV—XVI веках, после изобретения книгопечатания, производство бумаги в Западной Европе быстро растёт.
Употребление на Руси бумаги вместо пергамента началось в Москве в XIV веке. На Руси первая попытка наладить производство собственной бумаги была предпринята в царствование Ивана Грозного, но это нововведение тогда не прижилось. Массовое производство бумаги началось в России со времени Петра I: в 1716 году, была основана обширная бумажная фабрика близ Петербурга, около Дудергофа. Управлять ею был приглашён мастер-немец. Затем появились и другие бумажные фабрики в России.
Долгое время бумага изготовлялась весьма примитивно: ручным размолом массы деревянными молотками в ступе и вычёрпыванием формами с сетчатым дном. Большое значение для развития производства имело изобретение во второй половине XVII века размалывающего аппарата — ролла. В конце XVIII века роллы уже позволяли изготавливать большое количество бумажной массы, но ручной отлив (вычерпывание) бумаги задерживал рост производства.
В 1799 году Н. Л. Робер (Франция) изобрёл бумагоделательную машину, механизировав отлив бумаги путём применения бесконечно движущейся сетки. В Англии братья Генри и Сили Фурдринье, купив патент Робера, продолжали работать над механизацией отлива и в 1806 году запатентовали бумагоделательную машину.
К середине XIX века бумагоделательная машина превратилась в сложный агрегат, работающий непрерывно и в значительной мере автоматически.
Сначала бумагу в Европе изготовляли в основном из тряпья, но рост производства в XIX веке привёл к появлению новых источников сырья: были изобретены способы получения древесной массы (1844 год) и целлюлозы (1866 год).
В XX веке производство бумаги становится крупной высокомеханизированной отраслью промышленности с непрерывно-поточной технологической схемой, мощными теплоэлектрическими станциями и сложными химическими цехами по производству волокнистых полуфабрикатов.

### Хронология
- 105 — изобретение бумаги Цай Лунем в Китае.
- 600 — проникновение бумаги в Корею.
- 625 — проникновение бумаги в Японию.
- 751 — Таласская битва — проникновение бумаги на Запад.
- около 800 — визирь халифа Харуна ар-Рашида Джафар ибн Яхья построил в Багдаде первую бумажную мельницу[4].
- ранее 1100 — производство бумаги завезено в Испанию маврами, появляется бумажная мельница в Хативе[5].
- 1238 — бумажная фабрика в Испании,
- около 1770 — английский бумажный фабрикант Дж. Ватман[англ.]-старший ввёл новую бумажную форму, позволявшую получать листы бумаги без следов сетки.
- 1799 — патент на изобретение бумагоделательной машины (Луи-Николя Робер[англ.]).
- 1803 — установка бумагоделательной машины в Великобритании (Брайан Донкин).
- 1806 — патент на изобретение копировальной бумаги.
- 1816 — первые бумагоделательные машины в России (Петергофская бумажная фабрика)
- 1827 — бумагоделательные машины в США.
- 1856 — изобретение гофрированного картона.
- 1857 — технология получения бумаги из древесины.
- 1884 — начало производства туалетной бумаги в виде рулонов.

## Применение
- Для письма и печати (книги, журналы, газеты, тетради)
- Отделочный материал (обои)
- Поделочный материал (оригами, папье-маше, аппликация)
- Упаковочный материал (фантики, конвалюты, мешки, коробки)
- Чистящий материал (полотенца, салфетки, носовые платки, туалетная бумага, промокательная бумага)
- Волокнистый фильтрующий материал (фильтровальная бумага[англ.])
- Изолятор при производстве конденсаторов
- Производство гетинакса
- Производство денег, знаков почтовой оплаты, документов
- Подложка для нанесения химических реактивов (фотобумага, индикаторная бумага, наждачная бумага)

### Полиграфия
При производстве книг используется специальная бумага для печати. В Советском Союзе и в России существовало несколько делений бумаги для печати на типы. По долговечности, которая определяется содержанием целлюлозы в бумаге, существуют бумага № 1 — самая долговечная, с долей целлюлозы от 0,8 до 1, на ней печатались, например, собрания сочинений, энциклопедии; бумага № 2 — менее долговечная, с долей целлюлозы 0,5—0,6, на ней часто печатались учебники; бумага № 3 — наименее долговечная, с долей целлюлозы 0,35 и менее, использовалась, например, для печатания тематических планов издательств. В зависимости от гладкости бумага может быть матовой (слабо гладкая), глазированной (несколько более гладкая) и мелованной (наиболее гладкая), каландрированной и суперкаландрированной. Для различных способов печати существуют следующие виды бумаги: типографская — для высокой печати, офсетная — для офсетной печати, тифдручная — для глубокой печати. Вид бумаги, на которой печаталось издание, указывался в выходных данных издания.
Также от белизны зависит область использования бумаги. Бумага с высоким коэффициентом белизны может быть использована для объявлений, плакатов, рекламных брошюр, буклетов и т. п. с небольшим количеством текста там, где нужен высокий контраст.
Для методических изданий, справочников, специализированных журналов, детских учебников, детских книг используется бумага серо-жёлтая, с низким коэффициентом белизны. Это позволяет читать большие массивы текста с наименьшим ущербом для глаз.

#### Форматы бумаги
В разных странах в разное время в качестве стандартных принимались разные форматы бумажного листа. В настоящее время всеми странами мира стандартными приняты форматы серий «A», «B» и «C» (по международному стандарту ISO). Однако в Северной Америке преобладают форматы США по стандарту ANSI, в Японии — форматы по японскому промышленному стандарту JIS. В Мексике и на Филиппинах, несмотря на принятие международного стандарта, по-прежнему широко используется американский формат «Letter».

### Отделочные материалы
Обо́и — полимерный отделочный материал, в том числе и на бумажной основе. Применяется для оклеивания внутренних стен, а иногда и потолков в сухих помещениях. Обычно выпускается в виде рулонов. Бумажные обои были изобретены в 1892 году и с давних пор традиционно используются в странах Восточной Азии (Китай, Япония). Позже традиция использовать обои в качестве декоративной отделки, попутно закрывая поры и щели в стенах, перекочевала и в страны Европы.
Вини́ловые, или моющиеся обои, представляют собой настенное покрытие, состоящее из двух слоёв: нижнего (основы, необходимой для приклеивания), обычно изготовленного из флизелина или бумаги, и верхнего, декорированного тиснением или иллюстрациями, способного противостоять механическим воздействиям и загрязнениям, выполненного из поливинилхлорида. Открыл дорогу коммерческому использованию винила Валдо Л. Симон из компании B. F. Goodrich Company 10 октября 1933 года, запатентовавший методы получения продуктов из поливинилхлорида. А уже в 1947 году компания United Wallpaper (США) представила первые в мире виниловые обои. Отделочные материалы данного класса отличаются особой прочностью, надёжностью и долговечностью. Такие обои стойко переносят регулярную влажную уборку с использованием моющих средств. Обычно для большей устойчивости к грибку в состав виниловых обоев добавляют антигрибковые компоненты либо предварительно обрабатывают оклеиваемую поверхность специальной грунтовкой. Данный вид обоев на бумажной или флизелиновой основе может быть успешно окрашен (в отличие от бумажных обоев).
Гипсокартон англ. drywall («лист гипсокартонный», «сухая гипсовая штукатурка») — трёхслойный строительный отделочный материал, состоящий из сердечника (слоя затвердевшего гипсового теста с наполнителями) заключённого между двух слоёв строительной бумаги (картона). Гипсокартон изобрёл владелец бумажной фабрики Августин Сакетт в XIX веке в Америке. Поиски новых рынков применения бумаги привели к изобретению «строительной доски», толщиной 15 мм. Это был «пирог» из 10 слоёв бумаги, которые скрепляли тонкую полосу гипса. Августин Сакетт получил патент на этот стройматериал. Однако это был только прототип современного гипсокартона. Вид отделочного материала, который сейчас является принятым стандартом гипсокартона, представил и запатентовал американский инженер Кларенс Утсман. Предназначается для устройства обшивок, перегородок, потолков в зданиях с сухим и нормальным влажностным режимом.

### Изделия из бумаги
Орига́ми (яп. 折り紙, дословно: «сложенная бумага») — вид декоративно-прикладного искусства; древнее искусство складывания фигурок из бумаги. Искусство оригами берёт начало в Древнем Китае, где и была изобретена бумага. Первоначально оригами использовалось в религиозных обрядах. Долгое время этот вид искусства был доступен только представителям высших сословий, где признаком хорошего тона было владение техникой складывания из бумаги. Только после второй мировой войны оригами вышло за пределы Востока и попало в Америку и Европу, где сразу обрело своих поклонников. Классическое оригами складывается из одного квадратного, равномерно окрашенного листа бумаги без клея и ножниц. Современные формы декоративно-прикладного искусства зачастую пренебрегают этим каноном.
В самой Японии в качестве материала для оригами господствует тип бумаги под названием васи (яп. 和紙), который жёстче обыкновенной бумаги, сделанной из древесной массы, и используется во многих традиционных искусствах. Васи обычно делается из волокон коры Edgeworthia papyrifera, но также может производиться из бамбука, пеньки, риса и пшеницы. Существует также специальная бумага для оригами, часто называемая «ками» (бумага по-японски), которая продаётся сразу в виде квадратов, чьи размеры по стороне меняются от 2,5 см до 25 см и более. Обычно одна сторона такой бумаги белая, а другая — цветная, но встречаются и двуцветные разновидности и разновидности с орнаментом. Бумага для оригами чуть легче принтерной, что делает её подходящей для широкого класса фигурок. Фольгированная бумага, или, как её часто называют, «сэндвич», представляет тонкий лист фольги, склеенный с тонким листом бумаги, иногда фольга оклеивается бумагой с обеих сторон. Такой материал обладает немаловажным преимуществом — он очень хорошо держит форму и позволяет проработать мелкие детали.
Папье́-маше́ (фр. papier mâché, дословно «жёваная бумага») — легко поддающаяся формовке масса, получаемая из смеси волокнистых материалов (бумаги, картона) с клеящими веществами, крахмалом, гипсом и так далее. Из папье-маше изготавливают муляжи, маски, учебные пособия, игрушки, театральную бутафорию, шкатулки. Умельцы, обладающие определёнными навыками и опытом работы, способны изготавливать из папье-маше даже мебель и светильники, которые не так-то просто отличить от «настоящих».
Апплика́ция (способ получения изображения) — вырезание и наклеивание (нашивание) фигурок, узоров или целых картин из кусочков бумаги, ткани, кожи, растительных и прочих материалов на материал-основу (фон). Как правило, материалом-основой служат картон, плотная бумага, дерево. Аппликация связана с познавательной деятельностью и огромное влияние оказывает на развитие умственных и творческих способностей детей.

### Туалетная бумага
Туалетную бумагу начали выпускать в середине XIX века. В 1857 году Джозефф С. Гайетти из Нью-Йорка первым наладил промышленное производство специально расфасованной бумаги, пропитанной целебным алоэ. В 1884 году туалетная бумага наконец приняла привычный вид рулона.
До появления туалетной бумаги людьми для подтирания использовались листья, солома, мягкая кора, как более дорогой вариант — мягкая ткань, пропитанная целебным составом.
В жарких странах использовали гладкие камешки.
В XX веке основным заменителем туалетной бумаги были старые газеты. Но и сейчас они не потеряли своей популярности.
В Период На́ра (яп. 奈良時代, — нара дзидай) — (710—794) туалетная бумага разительно отличалась (см. статью Туалеты в Японии) от современного образца. Изготовлялась в виде дощечки.
В то же время туалетная бумага использовалась в Китае, по крайней мере, с VI века. В 589 году китайский учёный-чиновник Ян Чжитуй (531—591) писал: «Бумагу, на которой есть расценки или комментарии от Пяти Классиков или мудрецов, я не осмеливаюсь использовать в туалетных целях». Арабский путешественник в Китае однажды написал о любопытной китайской традиции, связанной с туалетной бумагой в 851 году нашей эры: «Они [китайцы] неосторожны относительно чистоты, и они не моются водой, когда совершили свои потребности; они только вытирают себя бумагой».

### Денежная бумага
Денежная бумага используется в процессе производства банкнот.
Для изготовления денег применяется специальная высокосортная бумага, обладающая высокими техническими и потребительскими свойствами. Она является основой банкноты и в значительной мере определяет её качество. Важнейшим требованием к денежной бумаге является износоустойчивость. Принято считать основным показателем, характеризующим износоустойчивость, сопротивление излому и разрыву, которые нормируются техническими условиями. Особое значение для денежной бумаги имеют водяные знаки, которые являются важной защитой от подделки.

### Библьдрук
Библьдру́к (от нем. Bibel «Библия» + Druck «печать») — специальный сверхлёгкий офсетный тип бумаги, используемый при печати объёмных словарей, Библии. Удельная плотность составляет от 25 до 60 граммов на м².

### Амате
Бумагой также называют использовавшуюся ещё в древней Центральной Америке бумагу амате (или аматль), на которой были написаны месоамериканские кодексы. Амате изготавливают из луба фикуса или тутового дерева, который вымачивают в холодной и кипящей воде, затем волокна отбивают и высушивают. В настоящее время бумагу, изготовленную таким образом, используют племена отоми в ритуальных целях.

## Свойства
Бумага не растворяется в воде, но легко намокает и при намокании многократно теряет прочность. После намокания и последующего высушивания бумажный лист также теряет форму, неравномерно уменьшаясь в размере в месте намокания (коробится). Бумага хорошо горит и распространяет горение, может загореться, например, при непосредственном контакте с колбой обычной лампы накаливания.

## Технология производства
Для приготовления бумаги нужны растительные вещества, обладающие достаточно длинным волокном, которые, смешиваясь с водой, дадут однородную, пластичную, т. н. бумажную массу. Полуфабрикатами для производства бумаги могут служить:
- древесная масса или целлюлоза;
- целлюлоза однолетних растений (соломы, тростницы, конопли, риса и других);
- полуцеллюлоза;
- макулатура;
- тряпичная полумасса;
- для специальных видов бумаги: асбест, шерсть и другие текстильные волокна.

Производство бумаги складывается из следующих процессов:
- приготовление бумажной массы (размол и смешение компонентов, проклейка, наполнение и окраска бумажной массы);
- выработка бумажной массы на бумагоделательной машине (разбавление водой и очистка массы от загрязнений, отлив, прессование и сушка, а также первичная отделка);
- окончательная отделка (каландирование, резка);
- сортировка и упаковка.

При размоле волокнам придают необходимые толщину и физические свойства. Размол (садкий или жидкий) производится в аппаратах периодического и непрерывного действия (роллах, конических и дисковых мельницах, рафинерах и других). Чтобы сделать бумагу пригодной для письма и придать ей гидрофобные свойства, в бумажную массу вводят канифольный клей, парафиновую эмульсию, глинозём и другие способствующие слипанию вещества (так называемая проклейка); для повышения связи между волокнами и увеличения механической прочности и жёсткости добавляют крахмал, животный клей; для увеличения прочности бумаги во влажном состоянии — мочевино- и меламино-формальдегидные смолы. Для повышения белизны, гладкости, мягкости и непрозрачности, а также улучшения печатных свойств бумаги вводят минеральные наполнители (каолин, мел, тальк); для придания цвета и повышения белизны — анилиновые (реже минеральные) красители. Некоторые виды бумаги, например, впитывающие и электроизоляционные, вырабатываются без проклейки и наполнения. Бумага из конопляной массы и рисовая бумага белее бумаги из древесной целлюлозы, поэтому зачастую не требует дополнительного химического отбеливания волокон.
Готовая бумажная масса концентрацией 2,5—3,5 % с помощью насоса подаётся из подготовительного отдела в мешальный бассейн, откуда поступает на бумагоделательную машину. Предварительно масса разбавляется оборотной водой (до концентрации 0,1—0,7 %) и пропускается через очистную аппаратуру (песочницы, вихревые и центробежные очистители и узлоловители).
Наиболее распространена так называемая столовая (с плоской сеткой) бумагоделательная машина. Она состоит из сеточной, прессовой и сушильной частей, каландра и наката. Бумажная масса непрерывным потоком вытекает на движущуюся замкнутую в кольцо сетку машины, где происходит отлив, обезвоживание и уплотнение бумажного полотна. Дальнейшее обезвоживание и уплотнение полотна производится в прессовой части, образуемой несколькими вальцовыми прессами, между валами которых бумажное полотно транспортируется цельным в течение всего процесса сукном, служащим эластичной прокладкой. Окончательное удаление воды происходит в сушильной части, где полотно бумаги попеременно соприкасается своими поверхностями с обогреваемыми изнутри паром сушильными цилиндрами, расположенными в шахматном порядке в двух ярусах. Поверхность бумаги получается гладкой благодаря тому, что она прижимается к цилиндрам верхними и нижними сукнами. Получаемое полотно бумаги наматывается на рулоны на накате, представляющем собой принудительно вращаемый цилиндр, к которому прижимается валик с наматываемой на него бумагой.
Затем бумага может обрабатываться в суперкаландре, представляющем собой вертикальную батарею из 5—8 металлических валов. При движении между валами сверху вниз полотно становится более гладким, уплотняется и выравнивается по толщине.

### Влияние производства на экологию
Принято считать, что древесина, из которой производят бумагу, является подходящим экологическим сырьём для производства продукции, так как она, в отличие от нефти или газа, относится к постоянно воспроизводимым природным ресурсам. Однако современные методы производства бумаги подразумевают использование большого количества химии для её обработки, поэтому экологические аспекты производства оспариваются.
По данным экологических организаций WWF и Greenpeace, большой процент лесов, где ведутся заготовки, обладает высоким разнообразием видов флоры и фауны, которые являются экологически ценными. В процессе производства продукции из бумаги некоторые деревообрабатывающие и целлюлозно-бумажные предприятия допускают значительное загрязнение окружающей среды, а отходы бумаги после потребления не перерабатываются.
По данным организации «Форум по экологии и бумаге» (FOP), для производства бумаги подлежит вырубке каждое пятое дерево на планете. При этом леса эксплуатируются с соблюдением принципов обеспечения их сохранности и восстановления, однако древесину поставляют не только из устойчиво управляемых лесов.
Несмотря на это, по данным FOP, ежегодно во всём мире уничтожается 13 млн га леса, а потребление бумаги продолжает стремительно расти. В 1980 году в целом на планете было израсходовано около 170 млн тонн бумаги, а в 2017 году — свыше 423 млн тонн.
Отмечается, что в последние годы потребление бумаги, предназначенной для печати книг или журналов, снижается, чего нельзя сказать о бумаге для упаковочных материалов или посуды. Потреблению бумаги в значительной мере способствует рост объёмов онлайн-торговли. При этом размер посылочной упаковки может оказаться значительно больше содержимого.
В FOP опасаются, что сложившийся неблагоприятный имидж пластика также может способствовать росту потребления бумаги в качестве упаковочного материала. Между тем многоразовый пластик наносит гораздо меньший вред экологии, чем непереработанная бумага.
Так как бумажные продуктовые пакеты должны обладать высокой прочностью, на их изготовление уходит большое количество исходного материала. Это влечёт за собой и увеличение выбросов СО2 при транспортировке сырья. Исследователями был сделан вывод, что производство одного бумажного пакета наносит больший вред окружающей среде, нежели производство пластикового.
Специалистами рекомендуется осуществить полный переход на бумагу, изготовленную путём вторичной переработки. Использование тонны макулатуры позволяет изготовить 750 кг бумаги. Производство же тонны бумаги из вторсырья должно предотвратить вырубку 20 деревьев, сэкономить 53 % воды и 31 % электричества, а также сократить выхлопы CO2 на 44 %.
Американская бумажная компания Nimbus Eco первой запустила производство туалетной бумаги из бамбука (самого быстровозобновляемого растительного материала) и отработанного сахарного тростника.
Эксперты подсчитали, что если каждый житель США раз за год заменит один рулон обычной бумаги на бамбуковый аналог, то это предотвратит вырубку 470 тыс. деревьев (ежегодно).
В 1990-х годах были организованы компании FSC и PEFC, которые направили свою деятельность на разработку глобальных стандартов ответственного управления лесами, стандартов цепочки для продвижения сертифицированной древесной продукции на рынок, а также на аккредитацию независимых сертификационных органов, разработку правил использования торговых марок FSC и PEFC и на формирование спроса на сертифицированную лесную продукцию. Их деятельность привела к сокращению в производстве бумаги объёмов древесины сомнительного происхождения.
Сегодня, если в бумаге есть как сертифицированное FSC первичное волокно, так и макулатура, ей присваивается категория FSC Mix, а когда в производстве на 100 % использована только макулатура, — категория FSC Recycled.
В России производство бумаги растёт. В 2018 году производство бумаги выросло на 8,4 %, а 2 205 тыс. тонн бумаги было произведено только за первые три месяца 2018 года.

## Старение бумажных изделий
Стойкость к старению обеспечивают:
- натуральная бумага или бумага-основа для мелования, на 100 % изготовленная из отбеленной целлюлозы
- значение pH — от 7,5 до 9
- доля карбоната кальция — не менее 3 %

Эти требования установлены стандартом DIN-ISO 6738. Этот стандарт применяется для документов и книг, используемых более 50 лет.

### Классификация классов долговечности
Мелованная и немелованная бумага и картон классифицируются по долговечности. Классы введены стандартом DIN 6738 в 1999.1.
- LDK 6-40 — как минимум 50 лет.
- LDK 6-70 — как минимум 100 лет.
- LDK 12-80 — несколько сотен лет.
- LDK 24-85 — самые высокие требования.

## Крупнейшие производители бумаги
- International Paper (США)
- The Navigator Company (Португалия)
- Georgia-Pacific[англ.] (США)
- Weyerhaeuser[англ.] (США)
- Kimberly-Clark (США)
- Stora Enso (Финляндия)
- UPM-Kymmene (Финляндия)
- Svenska Cellulosa Aktiebolaget (Швеция)
- Mondi[англ.] (Австрия)
- Sappi[англ.] (ЮАР)
- Metsä Board[англ.] (Финляндия)